# Ряшівське воєводство
Ряшівське воєводство (спольщений варіант — Жешувське воєводство; пол. Województwo rzeszowskie) — колишнє воєводство на південному сході Польщі, що існувало в 1945-1998 роках. Займало площу в 1945—1975 — 18 636 км², а після реформи 1975 року — 4 397 км². Адміністративним центром був Ряшів.
1 січня 1999 за новим адміністративно-територіальним поділом ввійшло до складу Підкарпатського воєводства.

## Історія
З жовтня 1944 по липень 1946 року, відповідно до Люблінської угоди від 9 вересня 1944 року про польсько-український обмін населенням, з Ряшівського воєводства до Української РСР було депортовано 267 790 українців.

## Районні адміністрації
- Районна адміністрація в Кольбушовій для гмін: Цмоляс, Кольбушова, Нівіська, Раніжув та Дзіковець
- Районна адміністрація в Лежайську для гмін: Гродзіско-Дольне, Камень, Курилувка, Лежайськ, Нова Саржина, Ракшава, Соколів-Малопольський, Жолиня та міста Лежайськ
- Районна адміністрація в Мальцюу для гмін: Борова, Чермін, Гавлушовіце, Мелець, Пшецлав, Тушув-Народови та міста Мелець
- Районна адміністрація у Ропчицях для гмін: Острув, Ропчиці та Вельополе-Скшинське
- Районна адміністрація у Ряшеві для гмін: Бялобжегі, Блажова, Богухвала, Хмельник-Ряшівський, Чорна, Чудець, Фриштак, Глогув-Малопольський, Гижне, Івежице, Красне, Любеня, Ланьцут, Маркова, Небилець, Сендзішув-Малопольський, Стрижів, Свільча, Тшебовнісько, Тичин, Вішньова та міста Ланьцут і Ряшів.

## Міста
- Ряшів – 172 345
- Мелець – 61 954
- Ланьцут – 18 000
- Ропчиці – 15 756
- Лежайськ – 14 759
- Кольбушова – 9 256
- Стрижів – 8 245
- Сендзішув-Малопольський – 7 132
- Нова Сажина – 6 129
- Глогув-Малопольський – 5 174
- Соколів-Малопольський – 4 001
- Тичин – 3 136
- Блажова – 2 561